# Ludwig Rütimeyer
Ludwig Rütimeyer (ur. 26 lutego 1825 w Biglen, zm. 25 listopada 1895 w Bazylei) – szwajcarski zoolog, paleontolog i geolog.

## Życiorys
Ludwig Rütimeyer urodził się 26 lutego 1825 roku w Biglen w rodzinie wiejskiego pastora .
Po ukończeniu szkoły średniej w Bernie w 1843 roku studiował teologię i medycynę. W 1850 roku uzyskał tytuł doktora i przez trzy lata podróżował po Francji, Włoszech i Anglii. W 1853 roku otrzymał tytuł profesora nadzwyczajnego anatomii porównawczej w Bernie. W latach 1855–1894 pracował jako profesor zwyczajny na Uniwersytecie Bazylejskim, kierując zakładem nauk przyrodniczych . Od 1883 roku budował zbiory skamieniałych ssaków w Muzeum Historii Naturalnej w Bazylei .
Napisał wiele artykułów z zakresu paleontologii, m.in. na temat skamieniałych pozostałości koni i żółwi, historie bydła i jeleni, oraz z zakresu geologii, m.in. o roli cieków wodnych w powstawaniu dolin i jezior . Brał udział w corocznych pomiarach Lodowca Rodanu. Przyczynił się do powstania Szwajcarskiego Towarzystwa Paleontologicznego. Badał również szczątki zwierząt z prehistorycznych osad na palach. W pracy Ueber die Herkunft unserer Thierwelt (tłum. „O pochodzeniu naszego świata zwierząt”) z 1867 roku zajął się filogenezą . Prowadził również badania z zakresu geografii zwierząt.
Zmarł 25 listopada 1895 roku w Bazylei .

## Członkostwa, wyróżnienia i nagrody
- 1867 – honorowe obywatelstwo Bazylei[2]
- 1870 – członek korespondencyjny Bawarskiej Akademii Nauk (niem. Bayerische Akademie der Wissenschaften)[3]
- 1874 – doktorat honoris causa Uniwersytetu Bazylejskiego[1]
- 1879 – wybrany na członka Niemieckiej Akademii Przyrodników Leopoldina (niem. Deutsche Akademie der Naturforscher Leopoldina)[4]
- 1882 – członek korespondent Cesarskiej Akademii Nauk[5]